# Кашинетте-д'Івреа
Кашинетте-д'Івреа (італ. Cascinette d'Ivrea, п'єм. Cassinëtte d'Ivrèja) — муніципалітет в Італії, у регіоні П'ємонт,  метрополійне місто Турин.
Кашинетте-д'Івреа розташоване на відстані близько 550 км на північний захід від Рима, 50 км на північ від Турина.
Населення — 1464 особи (2014).
Щорічний фестиваль відбувається 13 червня. Покровитель — Sant'Antonio.

## Демографія
Населення за роками:

Станом на 1 січня 2023 року в муніципалітеті офіційно проживали 153 іноземці з 23 країн, серед них 31 громадянин країн Євросоюзу та 1 громадянин України.

## Сусідні муніципалітети
- Буроло
- К'яверано
- Івреа